# 岑邁
岑邁（？—前142年），西漢御史大夫。《汉书·百官公卿表》对他没有记载。
汉景帝六年（前151年）汉景帝以岑邁为御史大夫，取代介。次年，由劉舍接替担任御史大夫。汉景帝後二年（前142年），岑邁去世，岑邁被封为陽陵侯，但陽陵侯为傅宽家族所封，当时的陽陵侯是傅宽的曾孙傅偃。
| 西漢       |                              |             |
| 漢帝國官銜 |                              |             |
| 前任： 介  | 西汉御史大夫 前151年—前150年 | 繼任： 劉舍 |